# Paracrothinium
Paracrothinium là một chi bọ cánh cứng trong họ Chrysomelidae.
Chi này được miêu tả khoa học năm 1940 bởi Chen.

## Các loài
Các loài trong chi này gồm:
- Paracrothinium collare Kimoto & Gressitt, 1982
- Paracrothinium rufus Medvedev, 1993